# Żyźniewo
Żyźniewo (dawniej Żyznowo) – wieś sołecka w Polsce położona w województwie mazowieckim, w powiecie ostrołęckim, w gminie Troszyn.
Wierni Kościoła rzymskokatolickiego należą do parafii św. Wawrzyńca w Kleczkowie.

## Historia
Wieś szlachecka Żyznowo położona była w drugiej połowie XVI wieku w powiecie łomżyńskim ziemi łomżyńskiej. W latach 1921–1939 wieś i osada kolejowa leżała w województwie białostockim, w powiecie ostrołęckim, w gminie Troszyn. 1 kwietnia 1939 roku wieś została  przyłączona do województwa warszawskiego.
Według Powszechnego Spisu Ludności z 1921 roku wieś i osadę kolejową zamieszkiwało 165 osób w 26 budynkach mieszkalnych . Miejscowość należała do parafii rzymskokatolickiej w Kleczkowie. Podlegała pod Sąd Grodzki w Ostrołęce i Okręgowy w Łomży; właściwy urząd pocztowy mieścił się w Kleczkowie.
W wyniku napaści ZSRR na Polskę we wrześniu 1939 miejscowość znalazła się pod okupacją sowiecką. Od czerwca 1941 roku pod okupacją niemiecką. Od 22 lipca 1941 do 1945 włączona w skład Landkreis Lomscha, Bezirk Bialystok III Rzeszy.
W latach 1975–1998 miejscowość administracyjnie należała do województwa ostrołęckiego.
W miejscowości znajduje się przystanek kolejowy Żyźniewo.